# Hoàng Phố, Thượng Hải

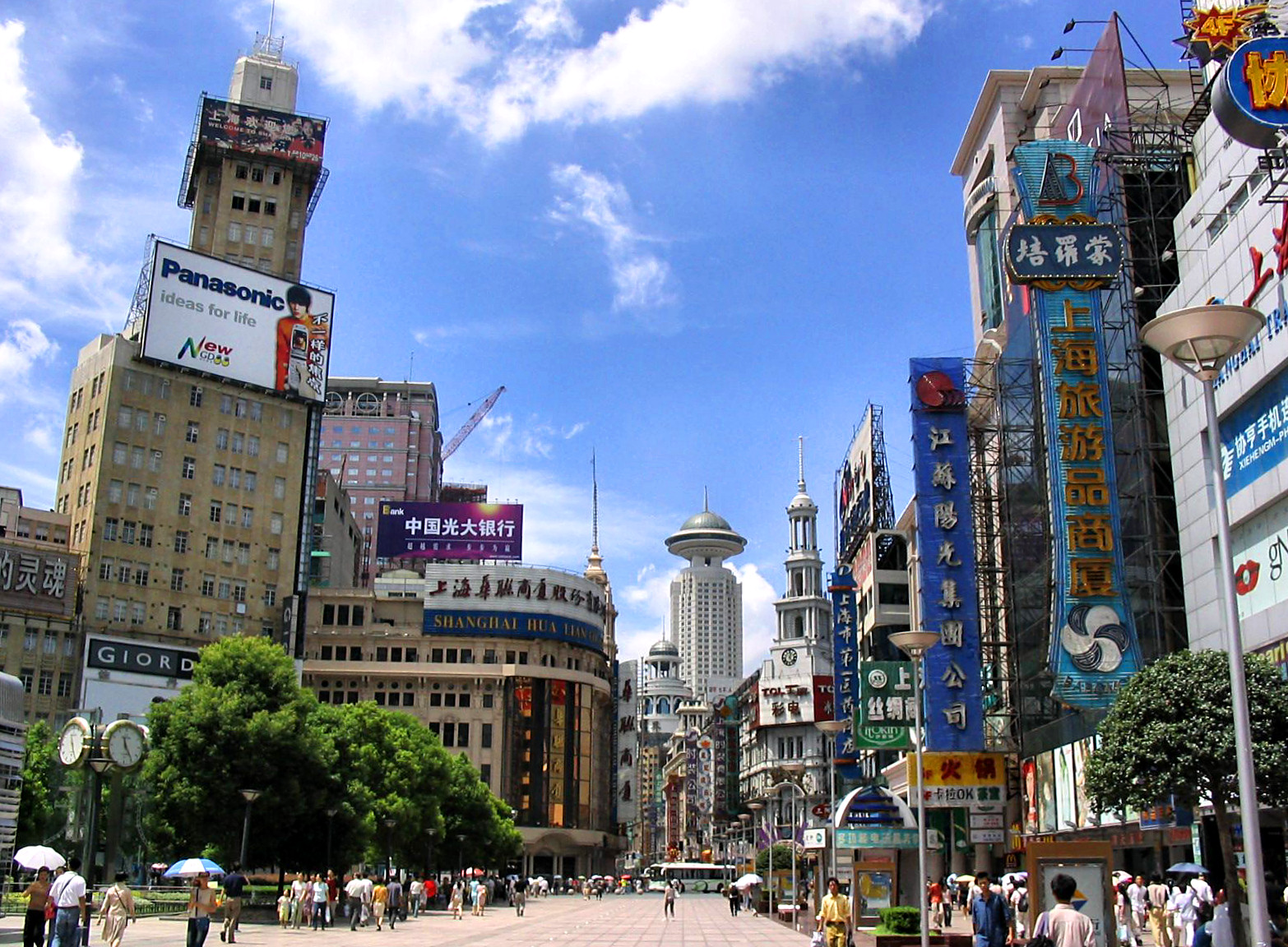
phần phía đông của đường Nam Kinh (Hoàng Phố) là khu mua sắm chính của Thượng Hải. Đây là một trong những khu mua sắm nhộn nhịp nhất thế giới

Hoàng Phố (chữ Hán giản thể: 黄浦区, Hán Việt: Hoàng Phố khu) là một quận của thành phố trực thuộc trung ương Thượng Hải, Cộng hòa Nhân dân Trung Hoa. Đây là một quận nội thành của Thượng Hải. Quận này có diện tích 12,41 km², dân số năm theo điều tra dân số năm 2000 là 574.500 người. Quận Hoàng Phố được chia thành 9 nhai đạo: Ngoại Than, Nhân dân Quảng Trường, Nam Kinh Đông Lộ, Kim Lăng Đông Lộ, Bán Tùng Viên Lộ, Tiểu Đông Môn, Lão Tây Môn, Đổng Gia Độ, Dư Viên.

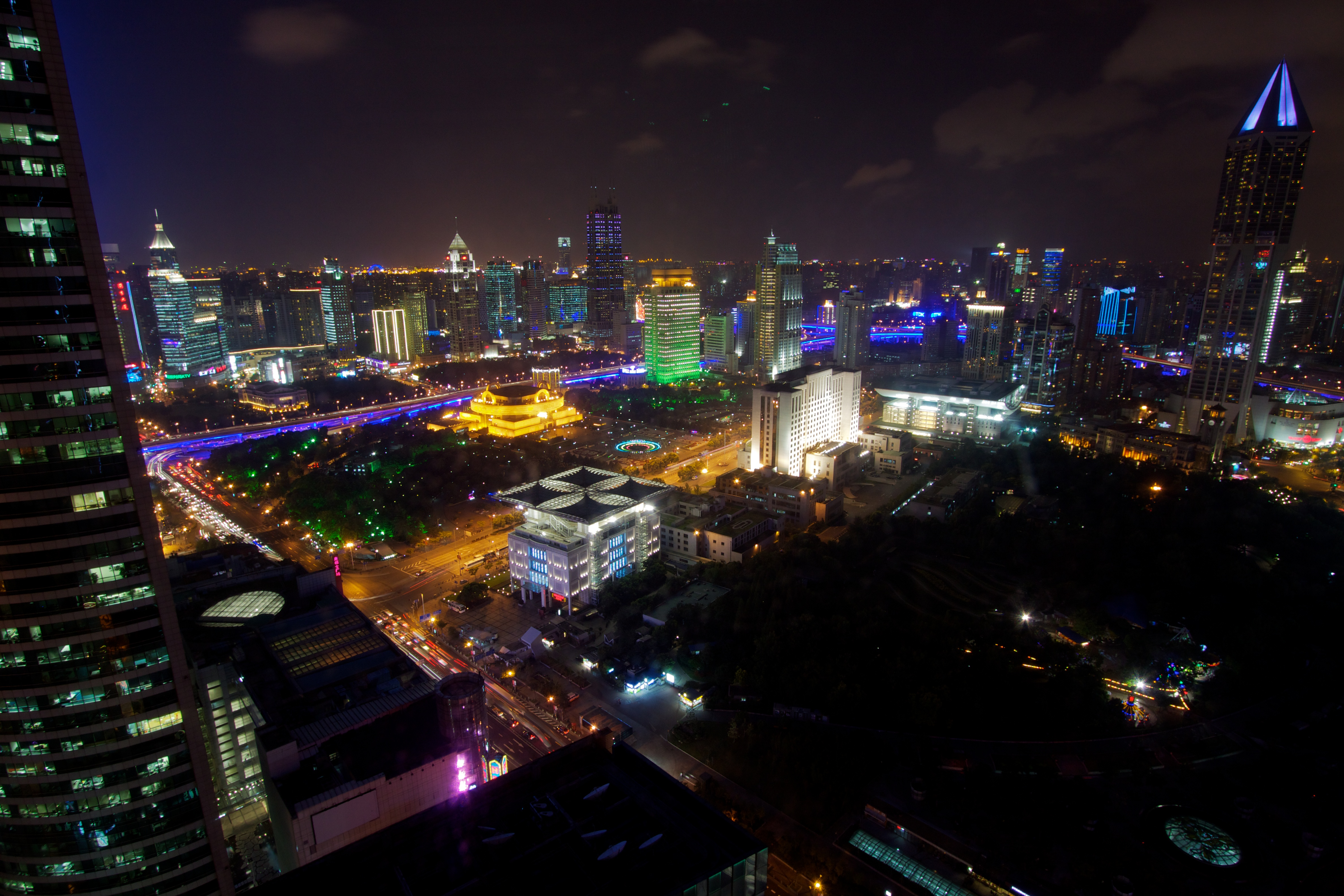
Quảng trường Nhân dân về đêm
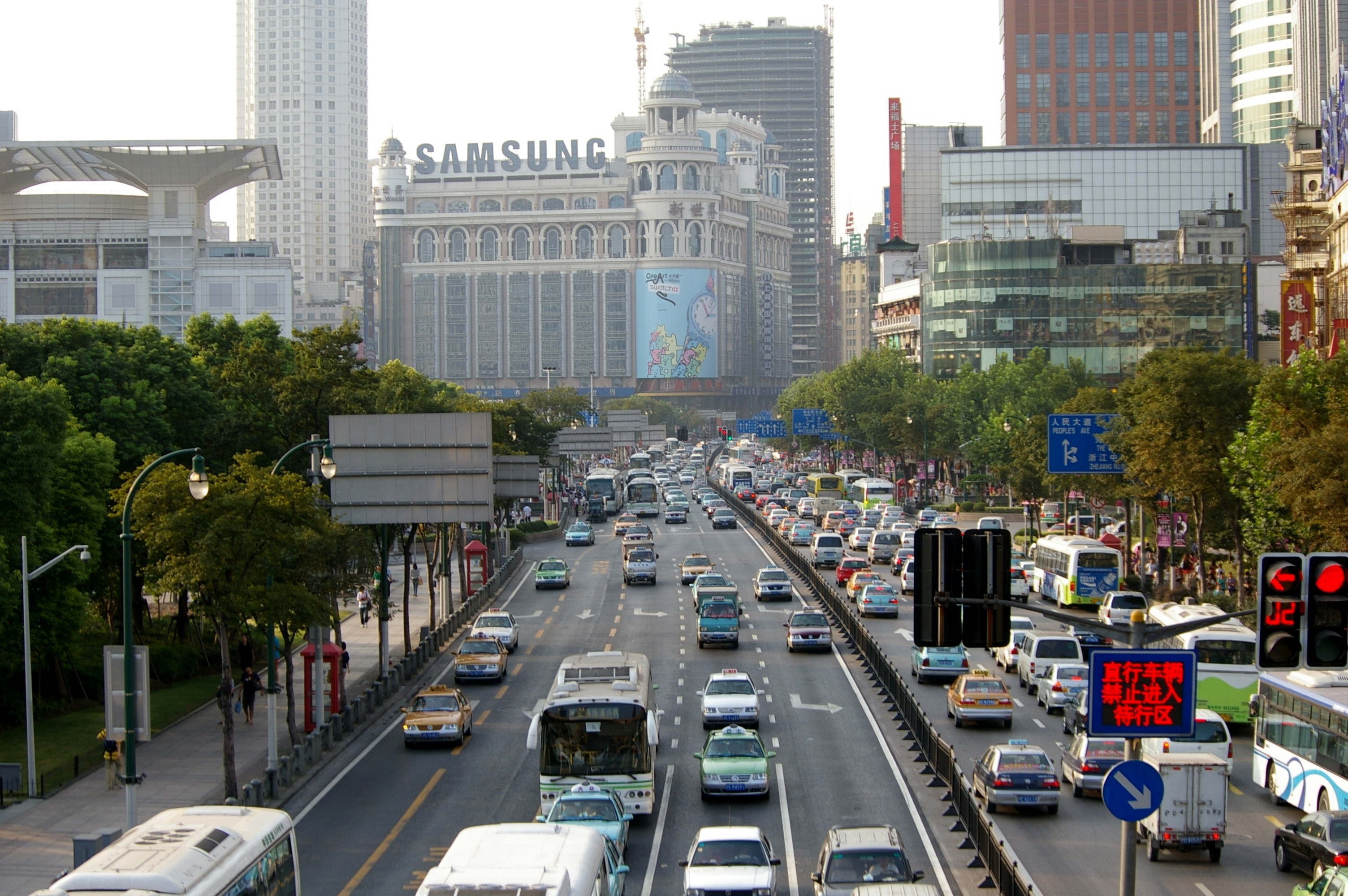
Gần Quảng trường Nhân dân
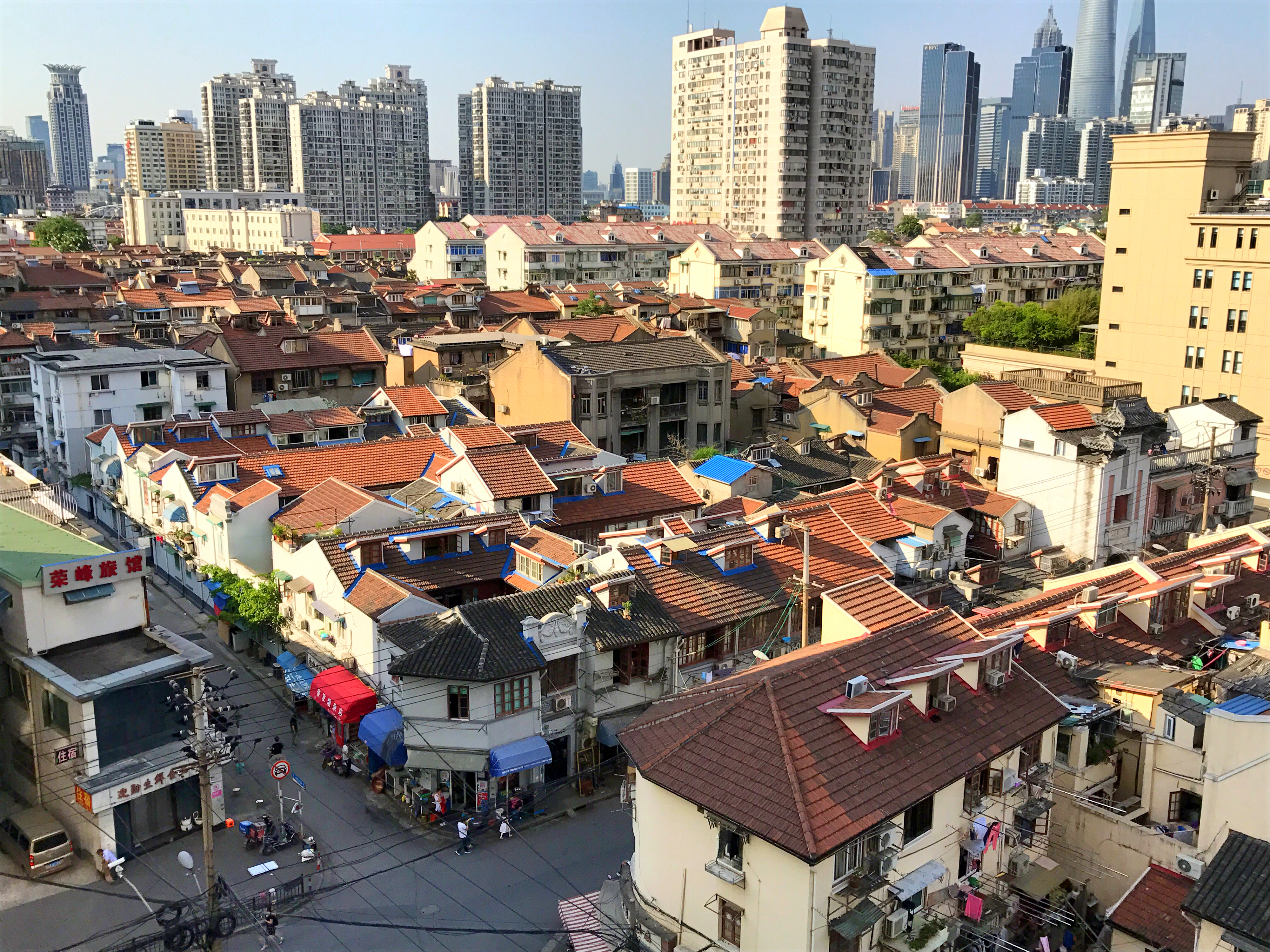
Một góc khu phố cổ Thượng Hải ở làng Long Môn, đường Thượng Hải
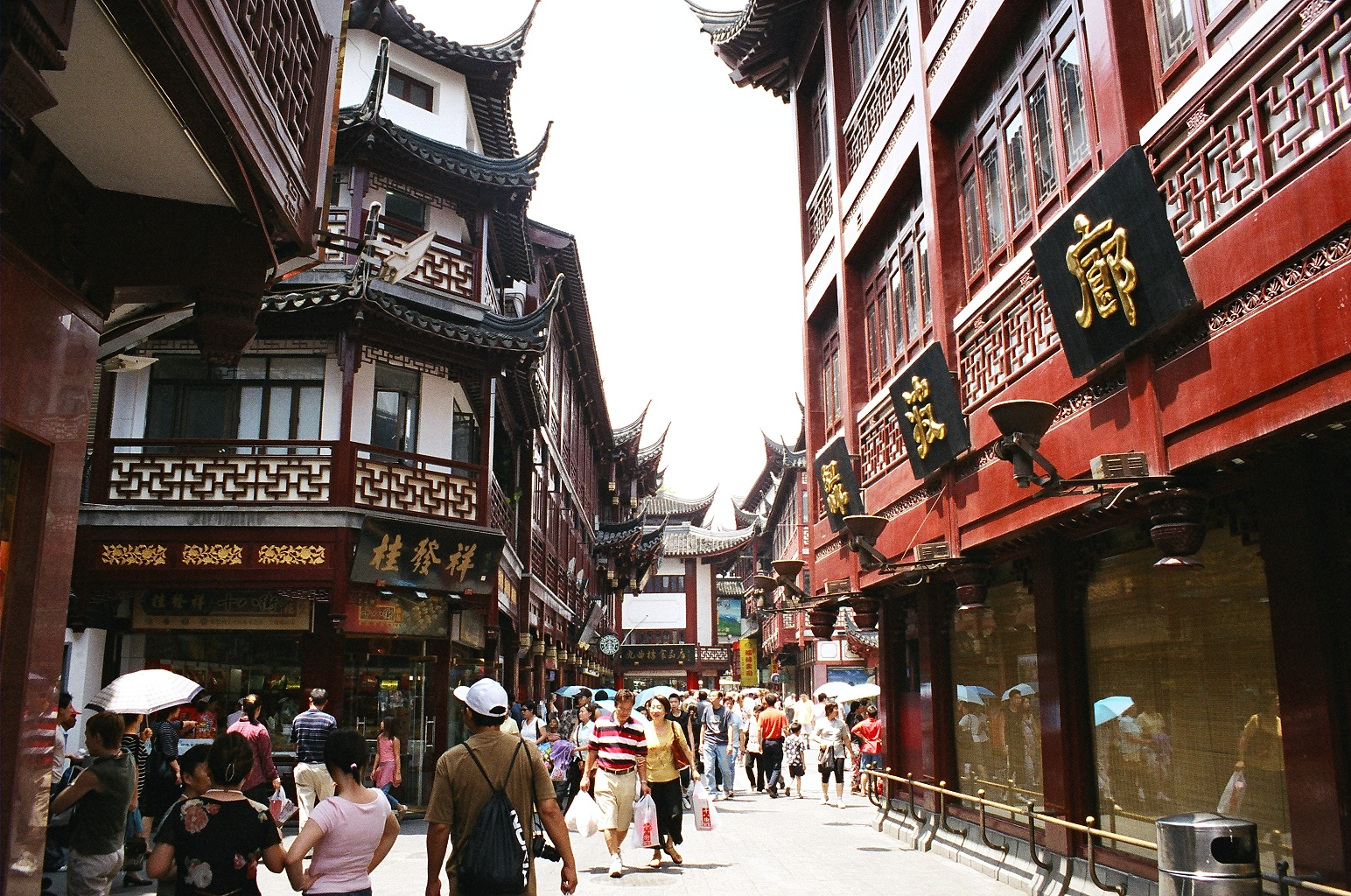
Xung quanh Miếu Thành hoàng Thượng Hải là một khu vực thương mại với nhiều cửa hiệu, nhà hàng, và hội chợ.
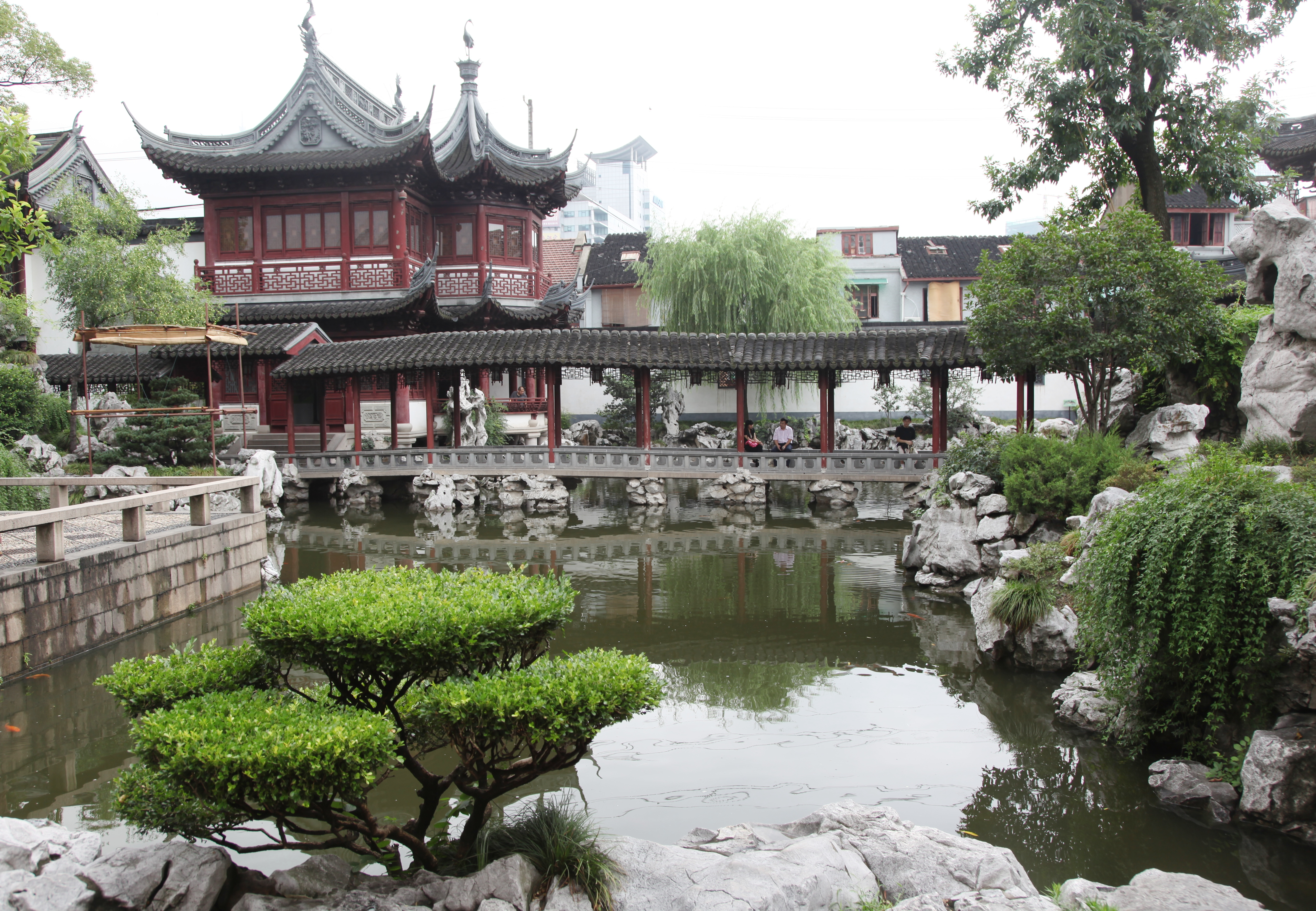
Dự viên